# Chozeau
Chozeau és un municipi francès situat al departament de la Isèra i a la regió d'Alvèrnia-Roine-Alps. L'any 2007 tenia 996 habitants.

## Demografia

### Població
El 2007 la població de fet de Chozeau era de 996 persones. Hi havia 326 famílies de les quals 50 eren unipersonals (25 homes vivint sols i 25 dones vivint soles), 103 parelles sense fills, 161 parelles amb fills i 12 famílies monoparentals amb fills.
La població ha evolucionat segons el següent gràfic:
Habitants censats

### Habitatges
El 2007 hi havia 357 habitatges, 332 eren l'habitatge principal de la família, 16 eren segones residències i 9 estaven desocupats. 353 eren cases i 4 eren apartaments. Dels 332 habitatges principals, 301 estaven ocupats pels seus propietaris, 23 estaven llogats i ocupats pels llogaters i 8 estaven cedits a títol gratuït; 3 tenien dues cambres, 30 en tenien tres, 68 en tenien quatre i 231 en tenien cinc o més. 286 habitatges disposaven pel capbaix d'una plaça de pàrquing. A 88 habitatges hi havia un automòbil i a 233 n'hi havia dos o més.

### Piràmide de població
La piràmide de població per edats i sexe el 2009 era:
| Homes | Edats   | Dones |
| ----- | ------- | ----- |
| 0     | 95 o +  | 8     |
| 4     | 90 a 94 | 0     |
| 4     | 85 a 89 | 12    |
| 4     | 80 a 84 | 12    |
| 8     | 75 a 79 | 12    |
| 16    | 70 a 74 | 12    |
| 28    | 65 a 69 | 12    |
| 20    | 60 a 64 | 4     |
| 16    | 55 a 59 | 28    |
| 28    | 50 a 54 | 20    |
| 32    | 45 a 49 | 32    |
| 36    | 40 a 44 | 48    |
| 28    | 35 a 39 | 28    |
| 24    | 30 a 34 | 32    |
| 16    | 25 a 29 | 28    |
| 16    | 20 a 24 | 28    |
| 24    | 15 a 19 | 20    |
| 20    | 10 a 14 | 48    |
| 20    | 5 a 9   | 32    |
| 16    | 0 a 4   | 24    |

## Economia
El 2007 la població en edat de treballar era de 615 persones, 461 eren actives i 154 eren inactives. De les 461 persones actives 431 estaven ocupades (227 homes i 204 dones) i 31 estaven aturades (13 homes i 18 dones). De les 154 persones inactives 55 estaven jubilades, 51 estaven estudiant i 48 estaven classificades com a «altres inactius».

### Ingressos
El 2009 a Chozeau hi havia 328 unitats fiscals que integraven 955,5 persones, la mediana anual d'ingressos fiscals per persona era de 22.421 €.

### Activitats econòmiques
Dels 30 establiments que hi havia el 2007, 1 era d'una empresa extractiva, 1 d'una empresa de fabricació de material elèctric, 1 d'una empresa de fabricació d'altres productes industrials, 3 d'empreses de construcció, 7 d'empreses de comerç i reparació d'automòbils, 1 d'una empresa de transport, 2 d'empreses d'hostatgeria i restauració, 1 d'una empresa financera, 4 d'empreses immobiliàries, 5 d'empreses de serveis, 3 d'entitats de l'administració pública i 1 d'una empresa classificada com a «altres activitats de serveis».
Dels 6 establiments de servei als particulars que hi havia el 2009, 1 era un taller de reparació d'automòbils i de material agrícola, 2 paletes, 1 electricista i 2 restaurants.
L'únic establiment comercial que hi havia el 2009 era una botiga de mobles.
L'any 2000 a Chozeau hi havia 10 explotacions agrícoles que ocupaven un total de 188 hectàrees.

## Equipaments sanitaris i escolars
El 2009 hi havia una escola elemental.

## Poblacions més properes
El següent diagrama mostra les poblacions més properes.